# Huluba, Argeș
Huluba este un sat în comuna Vulturești din județul Argeș, Muntenia, România.
Satul Huluba este situat în nordul județului Argeș și se evidențiază prin fauna bogată și natura sălbatică rar întâlnită în România.
Ca sat de munte este pe drept cuvânt comparat cu un colț de rai, fapt care face să fie mult căutat de iubitorii de natură virgină.